# Luis Gianneo
Luis Gianneo (Buenos Aires, 9 de enero de 1897-Buenos Aires, 15 de agosto de 1968) fue un compositor argentino.

## Carrera
Estudió composición musical con Constantino Gaito. Autor de numerosas obras para piano, entre las que destacan sus Tres Preludios y sus Tres Danzas Argentinas, y composiciones orquestales (El Tarco en Flor, Primera Sinfonía, Concierto Aymara para violín y orquesta, etc.).
Pianista y director de orquesta, se dedicó particularmente a la enseñanza, y fundó varias orquestas juveniles, entre ellas la Orquesta Sinfónica Juvenil de Radio Nacional en Argentina. El Conservatorio Provincial de Mar del Plata lleva su nombre. Participó en la musicalización del filme Vidalita (1949).
Alumnos destacados: Ariel Ramírez, Juan Carlos Zorzi, Virtú Maragno, Pedro Ignacio Calderón, Rodolfo Arizaga, Haydee Batica Haddad y otros.
Gianneo formó parte del Grupo Renovación. Pasó veinte años en Tucumán (1923-42), donde desarrolló una múltiple tarea como docente, director de orquesta, pianista y promotor de la actividad cultural. Ya en Buenos Aires, varios institutos lo contaron como profesor: el Conservatorio Nacional de Música (del que también fue rector), el Conservatorio Provincial de La Plata, la Escuela Superior de Bellas Artes de la Universidad Nacional de La Plata (actualmente Facultad de Artes y Medios Audiovisuales), la Facultad de Artes y Ciencias Musicales de la Universidad Católica Argentina. Especial significación adquiere su actividad como creador y director de orquestas juveniles, formando nuevos instrumentistas y dándoles el marco y la continuidad necesaria para su desarrollo. Así surgieron la Orquesta Sinfónica Juvenil Argentina de Radio el Mundo (1945) y la Orquesta Sinfónica Juvenil de Radio del Estado (hoy Radio Nacional, 1954).

## Estilo compositivo
Como compositor su obra sostiene una línea evolutiva, que va desde el nacionalismo de sus obras tucumanas, expresado a través de un lenguaje propio (como Turay-Turay, 1927 o El tarco en flor, 1930), pasando por el neoclasicismo (Obertura para una comedia infantil, 1937 y Sinfonietta en homenaje a Haydn, 1940), hasta la adopción de procedimientos dodecafónicos (Angor Dei, 1962; Piezas para violín, la Sinfonía Antífona, 1963 y Poema de la Saeta, 1965). Su obra goza de una cualidad muy particular; a través de estos distintos procedimientos, su personalidad y su estilo permanecen identificables.
La violinista Brunilda, la pianista Celia y el actor y director teatral Luis fueron sus hijos.

## Obra
- "Turay-Turay" (1928)
- "El Tarco en Flor", (1930)
- "Suite", (1933)
- "Pampeanas"
- "Obertura para una Comedia Infantil", (1937)
- "Sonatina", (1938)
- "Cinco pequeñas piezas", (1938)
- "Concertino-Serenata", (1938)
- "Sonata para Piano No 2", (1943)
- "Concierto Aymara" para violín y orquesta, (1944)
- "Improvisación", (1948)
- "Variaciones sobre un tema de tango"
- "Sonata para Piano No 3", (1957)
- "Seis Bagatelas", (1957-1959)
- "Antífona", Sinfonía
- "Agnus Dei", Cantata
- "Poema de la Saeta"
- "Obertura del Sesquicentenario" (1960)